# عبد القادر مساهل
عبد القادر مساهل سياسي جزائري تقلد عدة مناصب وزارية آخرها وزير الشؤون الخارجية.

## النشأة
ولد عبد القادر مساهل في 11 جويلية 1949 بتلمسان، الجزائر وعمل في بداية مسيرته المهنية كمصلح للسيارات ثم كصحفي.
يتكلم اللغات العربية، الفرنسية، الانجليزية والاسبانيةالامازيغية

## المناصب التي تقلدها
- ·1971 : رئيس فرع حركات التحرر بوزارة الشؤون الخارجية.
- ·1986 - 1988 : "مدير عام قسم إفريقيا "
- · سفير الجزائر ببوركينا فاسو.
- سفير مستشار لدى وزير الشؤون الخارجية، مكلف بالقضايا الإفريقية.
- مكلف بالقضايا الإفريقية في اللجنة الدائمة للجزائر لدى هيئة الأمم المتحدة بنيويورك.
- مندوب الجزائر في عدة دورات للجمعية العامة للأمم المتحدة، ندواة رؤساء الدول والحكومات لمنظمة الوحدة الإفريقية وعدة مجالس وزاراء منظمة الوحدة الإفريقية.
- 1996 - 1997 : "مدير عام قسم إفريقيا "
- ابتداءا من 1 أكتوبر 1997 سفير الجزائر لدى مملكة هولندا.[6]
- ·1999 - 2000: مبعوث خاص لرئيس الجمهورية، مكلف بمتابعة مسار بجمهورية كونغو الديمقراطية وفي منطقة البحيرات الكبرى خلال الرئاسة الجزائرية لـ منظمة الوحدة الإفريقية.
- ·2000: وزير منتدب لدى وزير الدولة، وزير الشؤون الخارجية، مكلف بالشؤون الإفريقية.
- ·2012: وزير منتدب لدى وزير الشـؤون الخارجية، مكلف بالشؤون المغاربية والإفريقية.
- ·2013: وزير الإتصال.
- وزير منتدب لدى وزيرالشؤون الخارجية، مكلف بالشؤون المغاربية والإفريقية[7]
- 2017 - 2019: وزير الشؤون الخارجية.